# Horné Zelenice
Horné Zelenice (in ungherese Felsőzélle) è un comune della Slovacchia facente parte del distretto di Hlohovec, nella regione di Trnava.